# Tomás Cimadevilla
Tomás Cimadevilla Acebo (nacido en 1968 en Madrid, España) es Licenciado en Ciencias de la Información por la Universidad Complutense de Madrid. Es productor y director de cine español.

## Biografía
Inició su carrera profesional como programador de cine en Canal Plus España. En 1996 comenzó su andadura como productor, y hasta la fecha ha sido responsable de más veinticinco largometrajes, incluyendo algunos de los grandes éxitos recientes del cine español: El otro lado de la cama, Torremolinos 73, Las huellas borradas, Días de fútbol, Pagafantas, Mal día para pescar, El calentito, Lobos de Arga, etc. En 2007 integró su productora Telespan 2000 en el grupo Vértice 360, siendo socio fundador del grupo audiovisual y director general de producción de cine y teatro. Sus películas han participado u obtenido premios en festivales como Cannes, San Sebastián, Mar de Plata, Palm Springs, Miami, Karlovy Vary, Cine Español de Málaga, Austin Festival of the Americas, Los Angeles Latino o el de Cine de Comedia de Montecarlo . 
También ha producido dos largometrajes documentales: Estrellas de la línea —segundo premio del público en la sección Panorama de la Berlinale— y El crimen de una novia; series de televisión: Maneras de vivir; obras de teatro de texto y musicales: Closer, Días de vino y rosas, Hoy no me puedo levantar, Grease, Taitantos. 
Ha sido “producer on the move” representando a España en el Festival de Cannes en 2004. Entre ese año y 2007 ocupó la vicepresidencia de la Federación de productores, FAPAE. Además ha sido guionista del largometraje Noche de reyes y fundador y programador de una sala de cine en Madrid dedicada en exclusiva a la programación de cine independiente y alternativo, “La enana marrón”. 
En 2000 se inició como realizador con Una puerta abierta, una serie de reportajes producidos para la Junta de Andalucía sobre  proyectos de cooperación en Cuba, Colombia y Marruecos. También ha dirigido el cortometraje documental Regreso a la Alcarria, nominado a los Goya 2015, y doslargometraje documentales, La última aventura del Gandul sobre el mundo de la navegación transoceánica y "Montañas iluminadas al amanecer", rodado en el norte de India.
En 2018, ya con su nueva productora, Weekend studio, inició el rodaje de la serie para Netflix "Hache".

## Filmografía

### Como director
- 2019 - Montañas iluminadas al amanecer
- 2016 - La última aventura del Gandul
- 2015 - Regreso a la Alcarria
- 2000 - Una puerta abierta

### Como productor
- 2020 - Hache (serie tv)
- 2013 - Afterparty
- 2011 - Lobos de Arga
- 2010 - No controles
- 2010 - Zenitram
- 2010 - Una hora más en Canarias
- 2009 - Mal día para pescar
- 2009 - Pagafantas
- 2008 - Gente de mala calidad
- 2007 - El pan nuestro
- 2007 - El último golpe
- 2007 - Un buen día lo tiene cualquiera
- 2007 - Días de cine
- 2006 - Estrellas de la línea
- 2006 - Ellos robaron la picha de Hitler
- 2006 - El crimen de una novia
- 2005 - Los 2 lados de la cama
- 2005 - Maneras de sobrevivir
- 2005 - El Calentito
- 2003 - Días de fútbol
- 2003 - Torremolinos 73
- 2003 - Kárate a muerte en Torremolinos
- 2002 - El otro lado de la cama
- 2001 - El paraguas
- 1999 - Las huellas borradas
- 1997 - Abierto, el eco del tiempo
- 1997 - En la puta calle
- 1997 - Mamá es boba